# Мори (стиль)

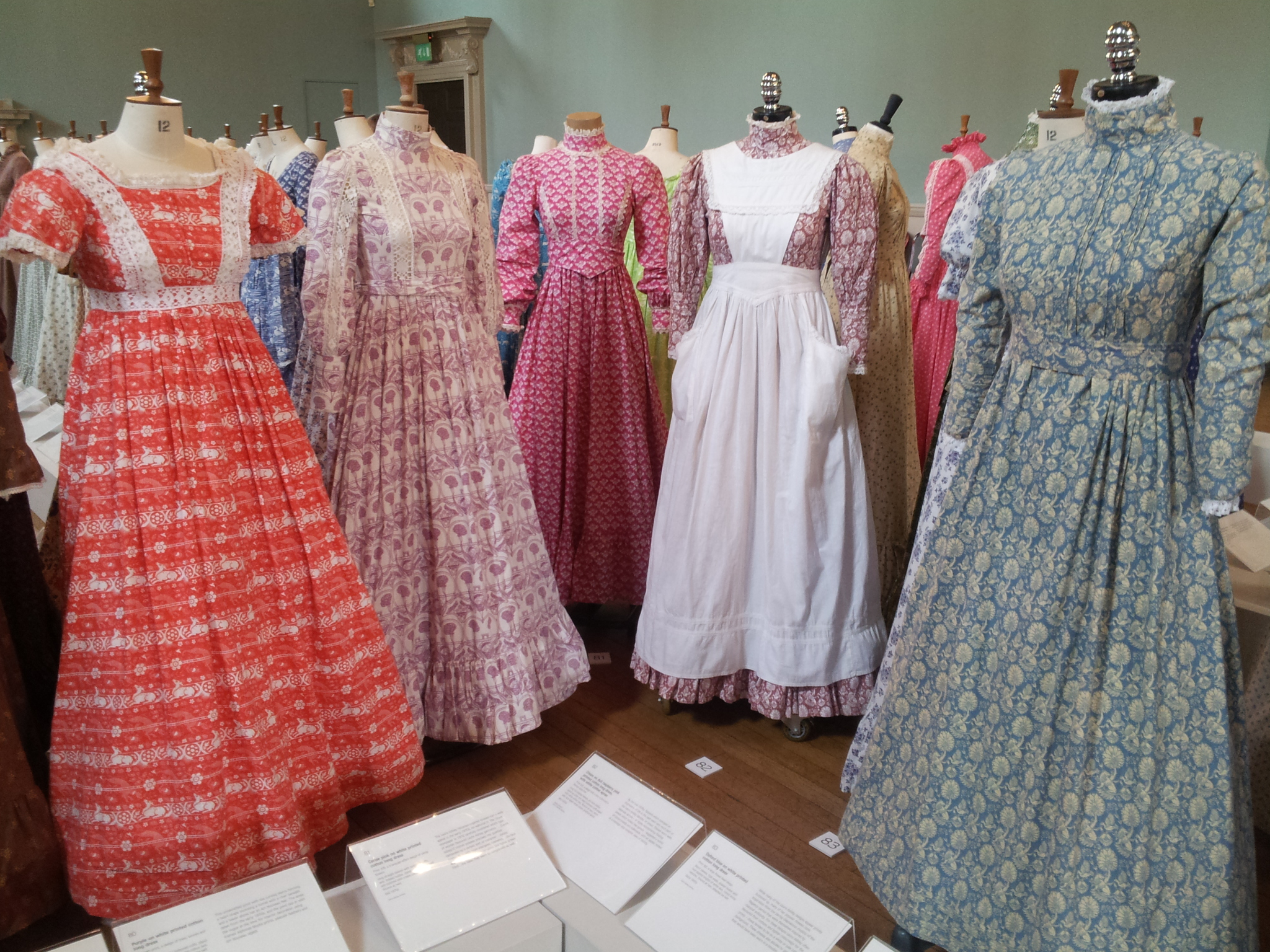
Платья модельера Лоры Эшли (1970-е) в сельском стиле. Музей моды Бата, 2013 год.

Мори (яп. 森ガール — «лесная девушка») — японская субкультура, зародившаяся в сети «Mixi». Популяризирует образ романтичной «девушки из леса», ценящей природу и неторопливый, созерцательный образ жизни. Наиболее привлекательным для приверженцев стиля является процесс поиска нового, что ещё никто не носил. Из-за незаинтересованности в стиле индустрии моды, отсутствия узкоспециализированных магазинов, тематических журналов стиль медленно набирает число поклонников.

## Появление
С японского слово «мори» переводится как «лес». Однажды молодую японку, пользующуюся псевдонимом «Тёко-сан», назвали «девушкой из леса», и 24 августа 2006 года она решила создать интернет-сообщество в Mixi — популярной социальной сети в Японии. Спустя пять лет число участников сообщества достигло 36 тысяч человек, а количество посвящённых стилю групп выросло до шестидесяти.
Главным местом для представителей стиля является токийский квартал Коэндзи в Японии, где множество магазинов секонд-хенд. Представительницы стиля покупают здесь винтажную одежду для своего образа «девушки из лесной чащи». При этом для данного стиля нет привязки к данному кварталу или району. Для сравнения, для стиля лолиты открыты специализированные магазины в универмаге «Ла форе» и на улице Такэсита.

## Особенности
Девушки стиля мори ценят природу, заботятся об экологии, любят фотографировать и рукоделие, предпочитают одиночество, общаясь через социальные сети, неторопливый, созерцательный образ жизни. Они не следуют за трендами, предпочитая оставаться в тени, охотно делятся своими взглядами со сверстниками. Представительницы мори вдохновляются североевропейской и скандинавской культурами.
Мори стараются через одежду создать особую атмосферу или образ, смешивая различные бренды с собственноручно изготовленными предметами одежды. Не существует отдельного модного дома, создающего образы для мори, но появившийся в 2002 году бренд «Sirop» во многом отвечает желаниям мори. Платья А-силуэта из натуральных тканей часто с пышными рукавами выдержаны в неброских, землистых оттенках и украшены цветочными принтами, клеткой или горохом. Многослойности добавляют кружева, накидки, жилеты, пончо и крупные шарфы. Образы дополнены недорогими аксессуарами ручной работы, пушистыми шляпками из шерсти, меха или иного натурального материала. Обувь удобная с округлыми носами, на плоской подошве. Завитые волосы с прямой, ровной чёлкой придают образу наивности.

## Популярность
Если для образа лолиты необходимо приобретать предметы одежды и аксессуары с головы до ног, то создать образ мори проще и дешевле. Появившийся в 2007 году «кукольный» стиль Dolly-kei соединяет стили лолиты и мори, используя винтажные наряды и европейские аксессуары. Как и мори, Dolly ценят старину и предметы ручной работы.
Из-за незаинтересованности в стиле индустрии моды, отсутствия узкоспециализированных магазинов, тематических журналов стиль медленно набирает число поклонников.
Актрисы Аои Миядзаки и Ю Аои причисляют себя к мори.
Модель и дизайнер одежды Кейт Ламберт (Като) в 2014 году представила свою коллекцию одежды мори.